# Francisco Cuque
Francisco Cuque (nascido em 10 de outubro de 1942) é um ex-ciclista guatemalense que competiu no ciclismo nos Jogos Olímpicos de Verão de 1968, representando a Guatemala.